# Holyman Undercover
Holyman Undercover (Brasil: Missão Secreta / Portugal: Missão em Hollywood) é um filme de 2010, do gênero comédia. O longa foi dirigido por David A. R. White e estrelado pelo próprio David e co-estrelado por Fred Willard, Jennifer Lyons, John Schneider, Staci Keanan, Clint Howard e Gregg Binkley.

## Elenco
- David A. R. White ... Roy / Brian
- Fred Willard ... Richard
- Jennifer Lyons ... Tiffany Towers
- Andrea Logan White ... Annie
- Edie McClurg ... Martha
- John Schneider ... Satanás
- Clint Howard ... Sr. Roy
- Staci Keanan ... Carmen
- Gregg Binkley ... Gregg